# سوبارو جاستی
سوبارو جاستی (Subaru Justy) خودرویی است که از سال ۱۹۸۷–۱۹۹۴ (U.S.)۱۹۸۴–کنون (Worldwide)تولید شده‌است. طراحی آن خودروهای موتور جلو-محور جلو، خودرو چهار چرخ محرک بوده طول آن در حالت طبیعی ۱۴۵٫۵ اینچ (۳٬۷۰۰ میلیمتر)، عرض آن در حالت طبیعی ۶۰٫۴ اینچ (۱٬۵۳۰ میلیمتر) و ارتفاع آن در حالت طبیعی ۵۳٫۷ اینچ (۱٬۳۶۰ میلیمتر) و وزن آن در حالت طبیعی ۱٬۹۵۰ پوند (۸۸۵ کیلوگرم) است. سیستم جعبه‌دندهٔ آن ۵ دنده به صورت دستی است.

## نگارخانه

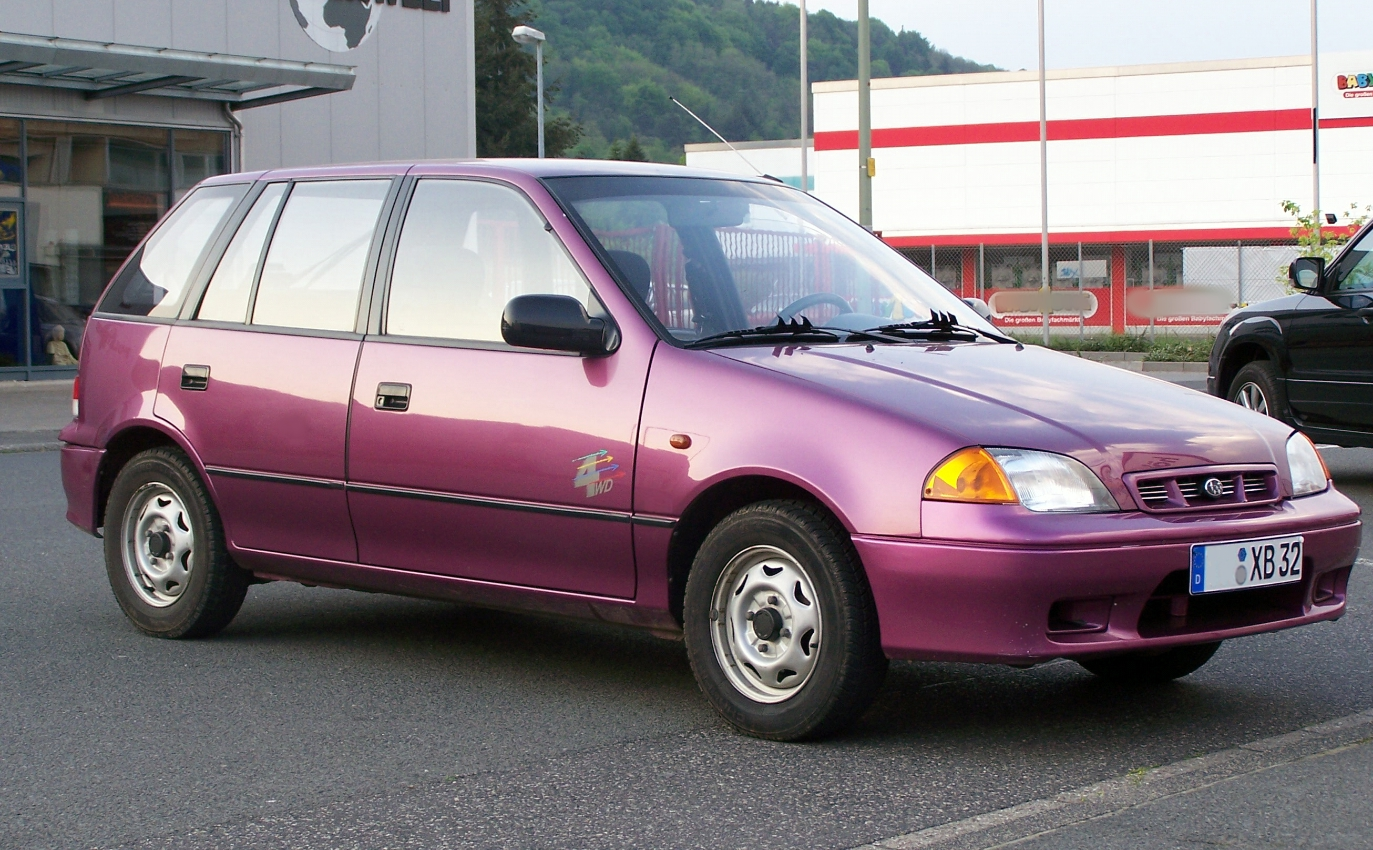
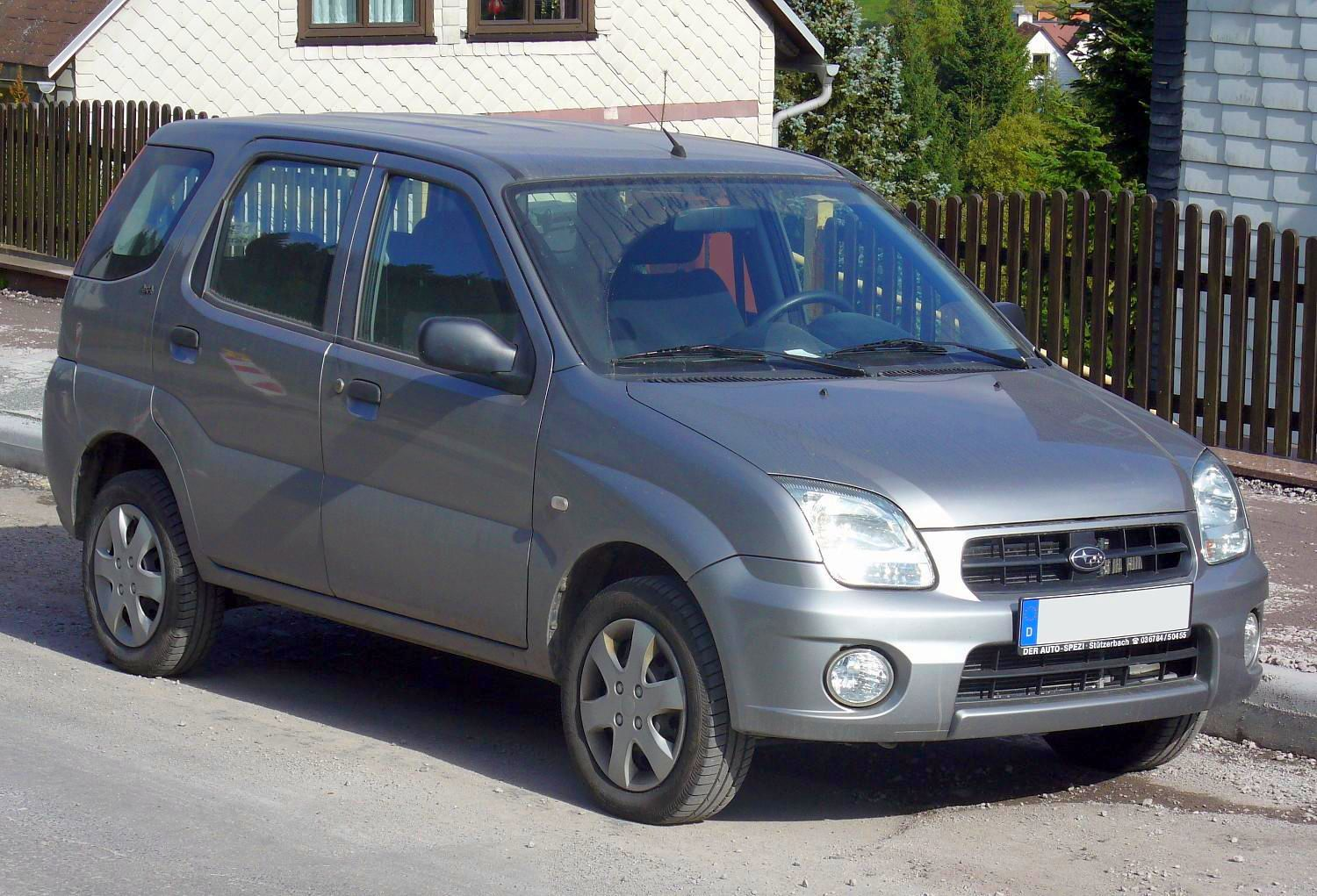
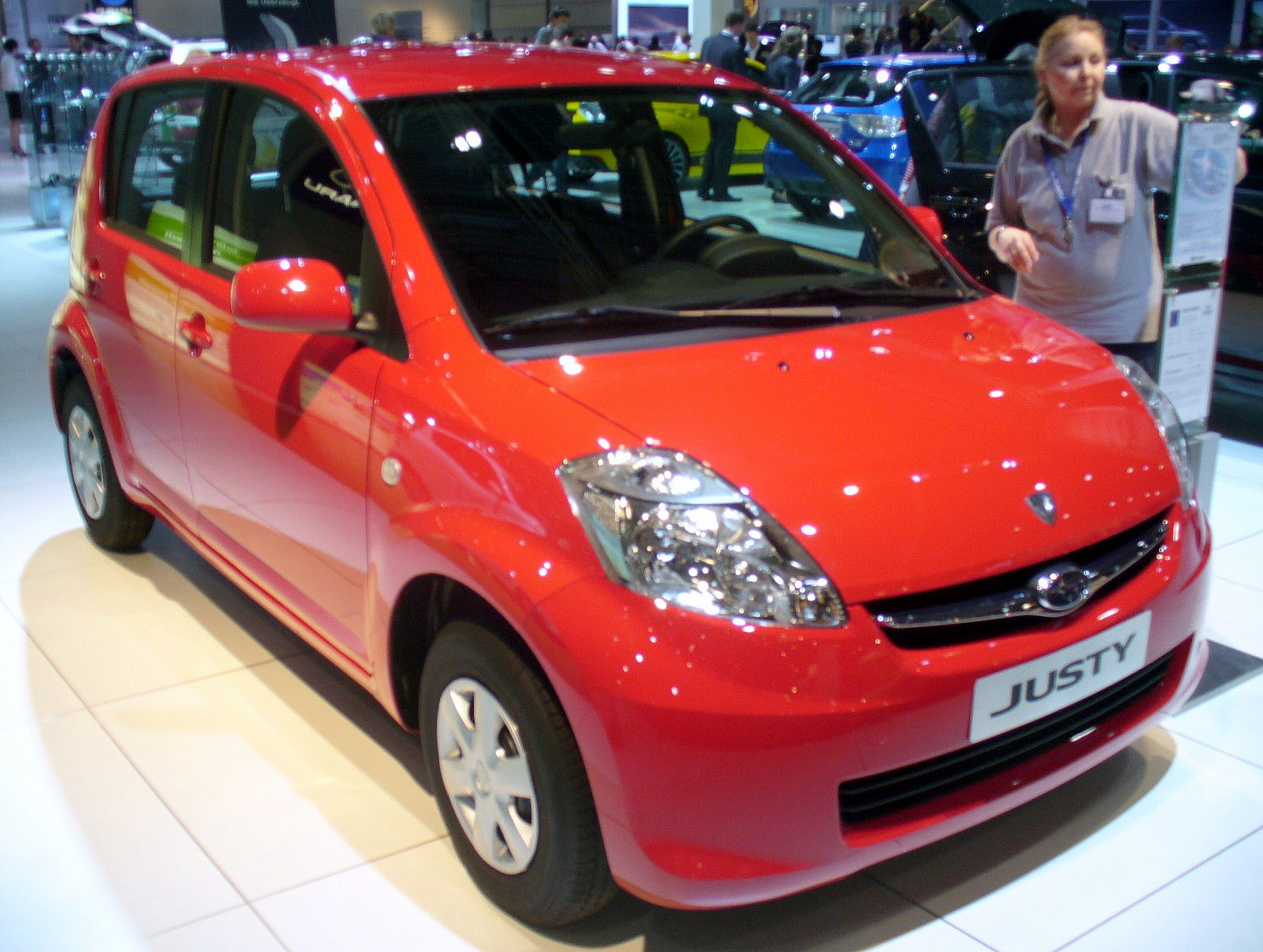